# 요아힘 슈트라이히
요아힘 슈트라이히(독일어: Joachim Streich, 1951년 4월 13일~2022년 4월 16일)는 동독의 전 축구 선수이다.
비스마르에서 태어난 그는 동독 축구 국가대표팀으로 98경기 53골을 기록하였으며 이는 동독 내에서 A매치 최다 출전, 최다골 기록이다. 또한 슈트라이히는 분단된 라이벌 서독에서 개최된 1972년 하계 올림픽에서 2라운드에서 서독 축구 국가대표팀을 상대로 넣은 1골을 포함한 6골을 기록하여 동메달을 따는 데 큰 기여를 했다.
같은 곳에서 개최되었으며 동독이 유일하게 본선에 참가한 월드컵인 1974년 FIFA 월드컵에도 주장으로 참가하여 2골을 기록하였다.
그는 동독을 대표하여 102경기를 출전하여 센츄리 클럽의 일원이 될 수 있는 것처럼 보이나, 4경기를 올림픽 축구 국가대표팀으로 출전했기 때문에 포함되지 않았다. 그러나 여전히 독일 축구 협회에서는 슈트라이히가 102경기에 출전한 것으로 기록되어 있다.